# Бобчинский и Добчинский

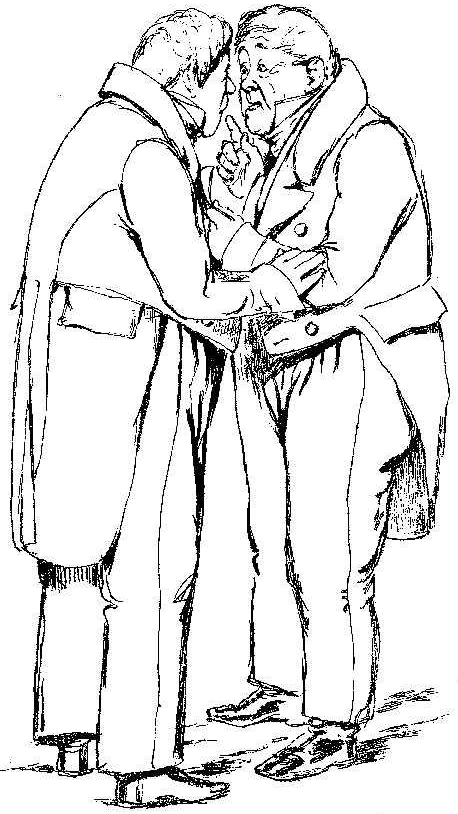
Бобчинский и Добчинский.
Рисунок П. Боклевского, 1910 год

Пётр Ива́нович Бо́бчинский и Пётр Ива́нович До́бчинский — персонажи комедии Николая Васильевича Гоголя «Ревизор», городские помещики.

## Описание персонажей
Бобчинский и Добчинский, оба низенькие, коротенькие, очень любопытные; чрезвычайно похожи друг на друга: оба с небольшими брюшками; оба говорят скороговоркою и чрезвычайно много помогают жестами и руками. Добчинский немножко выше и серьёзнее Бобчинского, но Бобчинский развязнее и живее Добчинского.— «Ревизор», Характеры и костюмы. Замечания для господ актёров.
Оба Петра Ивановичи — не чиновники, они помещики, им есть на что жить, они не служат за жалованье и в силу этого, казалось бы, не зависят от градоначальника, он им не указ. На самом деле и они неразрывно связаны со всем происходящим в их провинциальном уездном городе. И подлаживаясь под всеобщее единение с чиновниками городка — мол, и они здесь не последние люди, тоже несут взятки Хлестакову. За что они-то несут, зачем и им подкупать ревизора? Возможно, что они и сами не ответят: просто так, чтобы быть со всеми, не отстать от других, не оказаться не у дел.
В интерпретации Гоголя эти образы нелепы и беспомощны, они хотят что-то значить в общественном смысле, но обречены попадать впросак, они смешны и трагичны — в структуру чиновнической епархии не входят, вот и пытаются доказать своё участие в жизни города; не появись они сами — о них никто и не вспомнит, оттого и суетятся.
Бобчинский и Добчинский были первыми, кто связал предостережение об инкогнито из Петербурга с реальным Хлестаковым:

… да на дороге Пётр Иванович говорит мне: «Сегодня, я знаю, привезли в трактир свежей сёмги, так пойдём закусим». Только что мы в гостиницу, как вдруг молодой человек…— «Ревизор», действие первое.
Существует версия, что во времена Гоголя эти фамилии воспринимались как польские и произносились с ударением на второй слог: Бобчи́нский и Добчи́нский. Это подтверждается стихами П. А. Вяземского («Хлестаков», 1866):
Добчинский гласности, он хочет,

Чтоб знали, что Добчинский есть:

Он рвётся, мечется, хлопочет,

Чтоб в люди и в печать залезть.

…

Всё это вздор, но вот что горе:

Бобчинских и Добчинских род,

С тупою верою во взоре

Стоят пред ним, разинув рот.

## Анализ характера
Вот как о Бобчинском и Добчинском говорил сам Гоголь в своём «Предуведомлении для тех, которые пожелали бы сыграть как следует „Ревизора“» (Н. В. Гоголь, 1842 г.):

Но два городских болтуна Бобчинский и Добчинский требуют особенно, чтобы было сыграно хорошо. Их должен себе очень хорошо определить актёр. Это люди, которых жизнь заключалась вся в беганьях по городу с засвидетельствованием почтенья и размене вестей. Всё у них стало визит. Страсть рассказать поглотила всякое другое занятие. И эта страсть стала их движущей страстью и стремлением жизни. Словом, это люди, выброшенные судьбой для чужих надобностей, а не для своих собственных. Нужно, чтобы видно было то удовольствие, когда, наконец, добьётся того, что ему позволят о чём-нибудь рассказать. Любопытны — от желанья иметь о чём рассказать. От этого Бобчинский даже немножко заикается. Они оба низенькие, коротенькие, чрезвычайно похожи друг на друга, оба с небольшими брюшками. Оба круглолицы, одеты чистенько, с приглаженными волосами. Добчинский даже снабжён небольшой лысинкой на середине головы; видно, что он не холостой человек, как Бобчинский, но уже женатый. Но при всём том Бобчинский берёт верх над ним по причине большей живости и даже несколько управляет его умом. Словом, актёру нужно заболеть сапом любопытства и чесоткой языка, если хочет хорошо исполнить эту роль, и представлять себе должен, что сам заболел чесоткой языка. Он должен позабыть, что он совсем ничтожный человек, как оказывается, и бросить в сторону все мелкие атрибуты, иначе он попадёт как раз в карикатуры.

## Исполнители ролей
На афише первого представления (в постановке 19 апреля 1836 года, Санкт-Петербург) среди прочих исполнителей значатся: Пётр Иванович Добчинский — господин Кромолей; Пётр Иванович Бобчинский — господин Петров. Об этих актёрах ничего установить не удалось — скорее всего, информации о них не сохранилось. Однако Театральная энциклопедия называет исполнителем роли Бобчинского в 1836 году (год первого представления «Ревизора») Александра Евстафьевича Мартынова. Возможно, что Мартынов, в 1836 году ещё начинающий артист, только что зачисленный в труппу в том же году, был во втором составе премьерного спектакля. Досконально известно, что эту постановку Гоголь не принял полностью, его угнетало водевильное решение серьёзной пьесы. Игра исполнителей Бобчинского и Добчинского особенно возмутила Гоголя: «…они оказались до такой степени кривляками, что просто было невыносимо…».
- 25 мая 1836 года, Малый театр (первая постановка в Москве): Бобчинский — Н. М. Никифоров, Добчинский — С. В. Шумский.
- 1908 год, Александринский театр, Санкт-Петербург: Бобчинский — А. П. Петровский, Добчинский — С. В. Брагин (см. фотографию исполнителей (недоступная ссылка)).
- 18 декабря 1908 года, МХТ, Москва: Бобчинский — И. М. Москвин, Добчинский — П. А. Павлов (см. фотографию из спектакля).
- 9 декабря 1925 — Государственный театр имени Вс. Мейерхольда — постановка Мейерхольда, Добчинский — Н. К. Мологин, Бобчинский — С. В. Козиков.
- 1949 год, Малый театр: Бобчинский — Николай Светловидов, Добчинский — Павел Оленев.
- 1982 год, Московский академический театр Сатиры: Бобчинский — Михаил Державин, Добчинский — Александр Ширвиндт.
- 1990 год, Московский театр-студия под руководством Олега Табакова, реж. Сергей Газаров; Бобчинский и Добчинский — Авангард Леонтьев.

### Фильмография
- Ревизор (фильм, 1952): Александр Полинский — Пётр Иванович Добчинский, В. Корнуков — Пётр Иванович Бобчинский.
- Инкогнито из Петербурга: Леонид Харитонов — Пётр Иванович Добчинский; Олег Анофриев — Пётр Иванович Бобчинский.
- Ревизор (фильм, 1996): Добчинский и Бобчинский — Авангард Леонтьев.